# Old Brown Shoe
«Old Brown Shoe» (с англ. — «Старый коричневый ботинок») — песня группы The Beatles с сингла «The Ballad of John and Yoko» («Баллада о Джоне и Йоко»), написанная Джорджем Харрисоном. Она также присутствует на альбомах The Beatles 1967—1970, Hey Jude и Past Masters, Volume Two.

## Композиция
Харрисон так прокомментировал эту песню:

«Я начал наигрывать песню на фортепиано, хотя я не умею играть на нём, а потом начал просто писать слова исходя из различных противоположностей… Опять же, это двойственность вещей — да-нет, вверх-вниз, влево-вправо, прямо-криво и т. д.»

Эта идея также присутствовала в записанном ранее сингле «Hello, Goodbye».

## Запись
Вокальную партию исполнил Харрисон, бэк-вокал Джон Леннон и Пол Маккартни. Необычный звук бас-гитары был достигнут за счет игры басовой партии Маккартни на гитаре Харрисона.
В интервью, опубликованном в журнале Creem в декабре 1987 года, Джордж Харрисон отметил, что партию бас-гитары играл он.

Creem: Вы также сказали, что вы играли партию бас-гитары?
Джордж: Это была сумасшедшая игра.
Creem: Так значит, Пол Маккартни сошёл с ума?
Джордж: Это я сошёл с ума. Я делал то же самое, что делаю со своей гитарой.

Леннон играл на гитаре, но эту часть вырезали и она была заменена соло на органе. Песня была записана во время сессии к альбому Abbey Road. Группа ранее несколько раз исполняла эту песню, в течение сессии к альбому Let It Be в студии Apple Records в январе 1969 года.

## Участники
- Джордж Харрисон — вокал, гитара, орган, бас
- Пол Маккартни — бэк-вокал, фортепиано
- Джон Леннон — бэк-вокал
- Ринго Старр — ударные